# دانيال بوون
دانيال بوون (بالإنجليزية: Daniel Boone)‏ هو مغني بريطاني، ولد في 31 يوليو 1942 في برمنغهام في المملكة المتحدة.

## وصلات خارجية
- دانيال بوون على موقع IMDb (الإنجليزية)
- دانيال بوون على موقع ميوزك برينز (الإنجليزية)
- دانيال بوون على موقع أول ميوزيك (الإنجليزية)
- دانيال بوون على موقع ديسكوغز (الإنجليزية)